# Cantone di Offemont
Il Cantone di Offemont era una divisione amministrativa dell'arrondissement di Belfort.
È stato soppresso a seguito della riforma complessiva dei cantoni del 2014, che è entrata in vigore con le elezioni dipartimentali del 2015.
Comprendeva i comuni di:
- Éloie;
- Offemont;
- Roppe;
- Vétrigne.